# 带外管理
在電腦領域，遠端管理（英語：Out-of-band management），又譯系統外管理，也稱為無人值守管理（Lights-out Management）或熄燈管理，是指使用獨立管理通道進行設備維護。它允許系統管理員遠端監控和管理伺服器、路由器、網路交換機和其他網路設備。

## 內部管理與遠端管理
內部管理（In-Band），是通過網路協定來進行系統管理。內部管理需要的軟體，要被先安裝在系統內，等待作業系統開機完成之後才能連線管理。
簡單說明，就是該設備內需要有一個作業系通，等該系統開機完成，可以透過 console (系列埠) 連線進去下指令處理。
內部管理的明顯限制是這種管理容易受到被管理設備受攻擊或損害的影響。要遠端管理故障的網路伺服器和路由器，IT管理員需要能透過網路存取它們。但如果網路或作業系統發生故障，就無法遠端管理那些設備。遠端管理透過部署與資料通道實體隔離的管理通道來解決這個限制。